# Чечнева, Марина Павловна
Мари́на Па́вловна Че́чнева (15 августа 1922, Протасово, Орловская губерния — 12 января 1984, Москва) — лётчица, Герой Советского Союза, во время Великой Отечественной войны командовала эскадрильей 46-го Таманского гвардейского ночного легкобомбардировочного полка, гвардии майор.

## Биография
Родилась 15 августа 1922 года в селе Протасово (Малоархангельский уезда Орловской губернии) в семье рабочего. Вскоре вместе с отцом перебралась в Москву.
В 1938—1939 годах обучалась в аэроклубе Ленинградского района Москвы. Окончила среднюю школу № 144 в Москве, и некоторое время работала в ней пионервожатой.
С началом Великой Отечественной войны добивалась призыва в РККА и отправки на фронт. В итоге была направлена в качестве лётчика-инструктора в Центральный аэроклуб имени В. П. Чкалова, перебазированный из Москвы под Сталинград. Член ВКП(б)/КПСС с 1942 года. В начале 1942 года — в составе 588-го авиационного полка ночных бомбардировщиков (полк был оснащён самолётами У-2).
23 мая 1942 года полк переведён в состав 218-й ночной бомбардировочной дивизии Южного фронта (дислоцировался на аэродроме в посёлке Труд Горняка под Ворошиловградом). В августе 1942 года Марина Чечнева стала командиром звена. Участвовала в обороне Кавказа; 27 сентября 1942 года была награждена орденом Красного Знамени. 8 февраля 1943 года 588-й авиаполк получил звание гвардейского и был переименован в 46-й гвардейский, а чуть позже получил почётное наименование «Таманский».

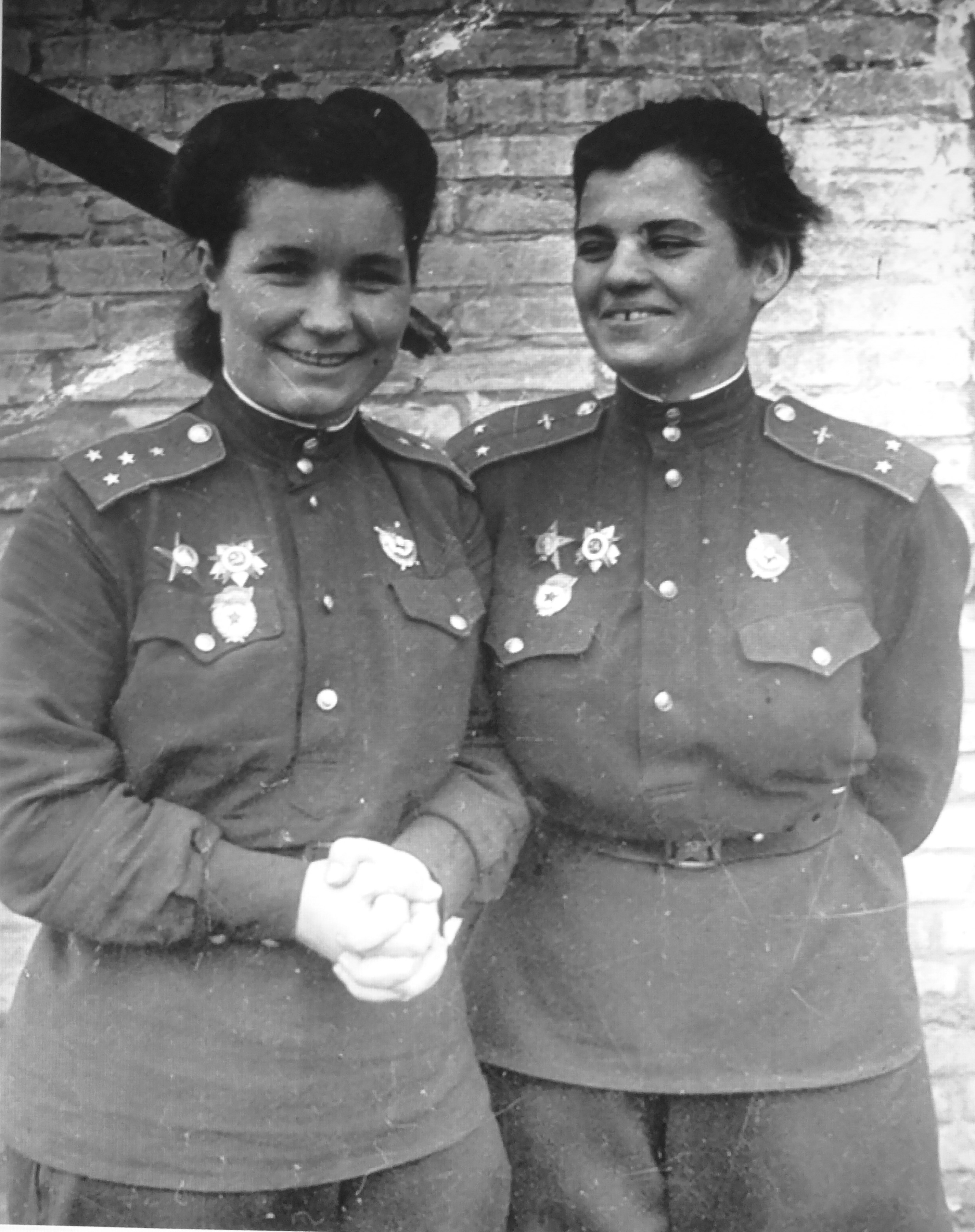
Летчики 46-го НБАП гвардии капитан С.Т. Амосова и гвардии лейтенант М.П. Чечнева, фото Е. Халдей

В конце лета 1943 года Марина Чечнева стала командиром 4 эскадрильи полка. Эскадрилья являлась учебно-боевой и
сочетала боевую и учебно-тренировочную работу. Участвовала в освобождении Крымского полуострова. С 15 мая 1944 года — в составе 325-й ночной бомбардировочной авиационной дивизии 4-й воздушной армии 2-го Белорусского фронта принимала участие в освобождении Белоруссии, боях за Восточную Пруссию. В конце февраля 1945 года Марина Чечнева получила второй орден Красного Знамени. Победу она встретила близ города Свинемюнде (ныне Свиноуйсьце). В ноябре 1945 года, после расформирования авиаполка, Марина Чечнева осталась служить в штурмовом полку на территории Польши.
Всего за годы войны Марина Чечнева совершила 810 боевых вылетов, провела в воздухе более тысячи боевых часов, сбросила на противника свыше 115 тонн боевого груза, уничтожила 6 складов, 5 переправ, 1 железнодорожный эшелон, 1 самолёт, 4 прожектора, 4 зенитные батареи. Кроме того, она подготовила 40 лётчиц и штурманов.
В 1949 году Марина Чечнева установила рекорд скорости на спортивном самолёте Як-18. В течение длительного времени она являлась ведущей женской пилотажной группы на воздушных парадах. Летала на многих типах самолётов, в том числе: Як-3, Як-9, Як-11, Як-18Т. Имела почётное звание заслуженного мастера спорта СССР (1949).
В конце 1956 года Марина Чечнева была отстранена от полётов по состоянию здоровья, закончив, таким образом, спортивную лётную карьеру.

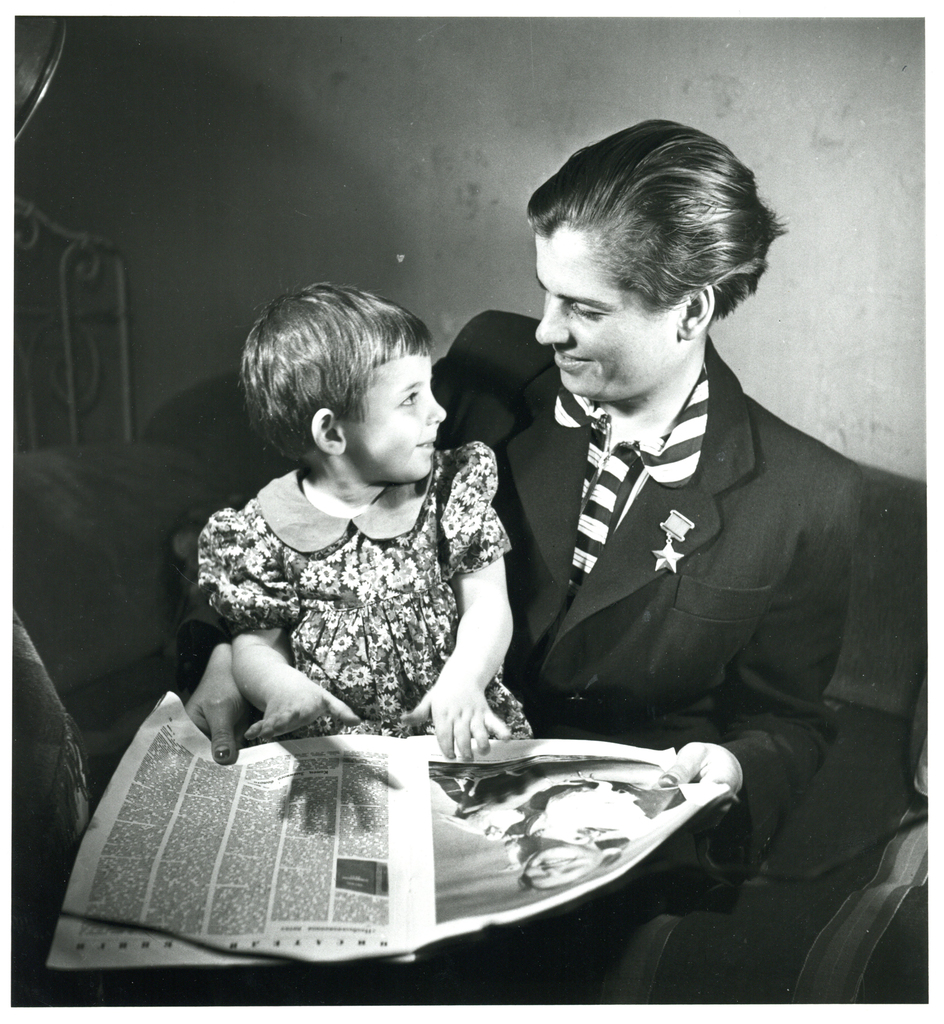
Чечнева с дочерью Валентиной. Конец 40-х годов.

В 1963 году окончила Высшую партийную школу при ЦК КПСС. Занимала ряд постов: являлась заместителем председателя Центрального правления Общества советско-болгарской дружбы, членом президиума ЦК ДОСААФ, членом президиума Советского комитета ветеранов войны, членом Комитета советских женщин. Кандидат исторических наук: диссертацию на тему «Коммунистическая партия — вдохновитель боевого подвига советских женщин в годы Великой Отечественной войны» защитила в 1968 году в Московском институте народного хозяйства имени Г. В. Плеханова. Автор нескольких книг — мемуаров об однополчанках.
Умерла в Москве 12 января 1984 года. Похоронена на Кунцевском кладбище.

### Семья
В конце ноября 1945 года Марина Чечнева вышла замуж за лётчика Константина Давыдова (18 августа 1945 года ему было присвоено звание Героя Советского Союза).

В 1946 году у них родилась дочь Валентина. С 1948 года, после переезда на Родину, вместе с мужем работала в ДОСААФ. В октябре 1949 года Константин Давыдов, муж Марины, перегоняя новые самолёты для авиаклуба из Ленинграда в Калинин, погиб.

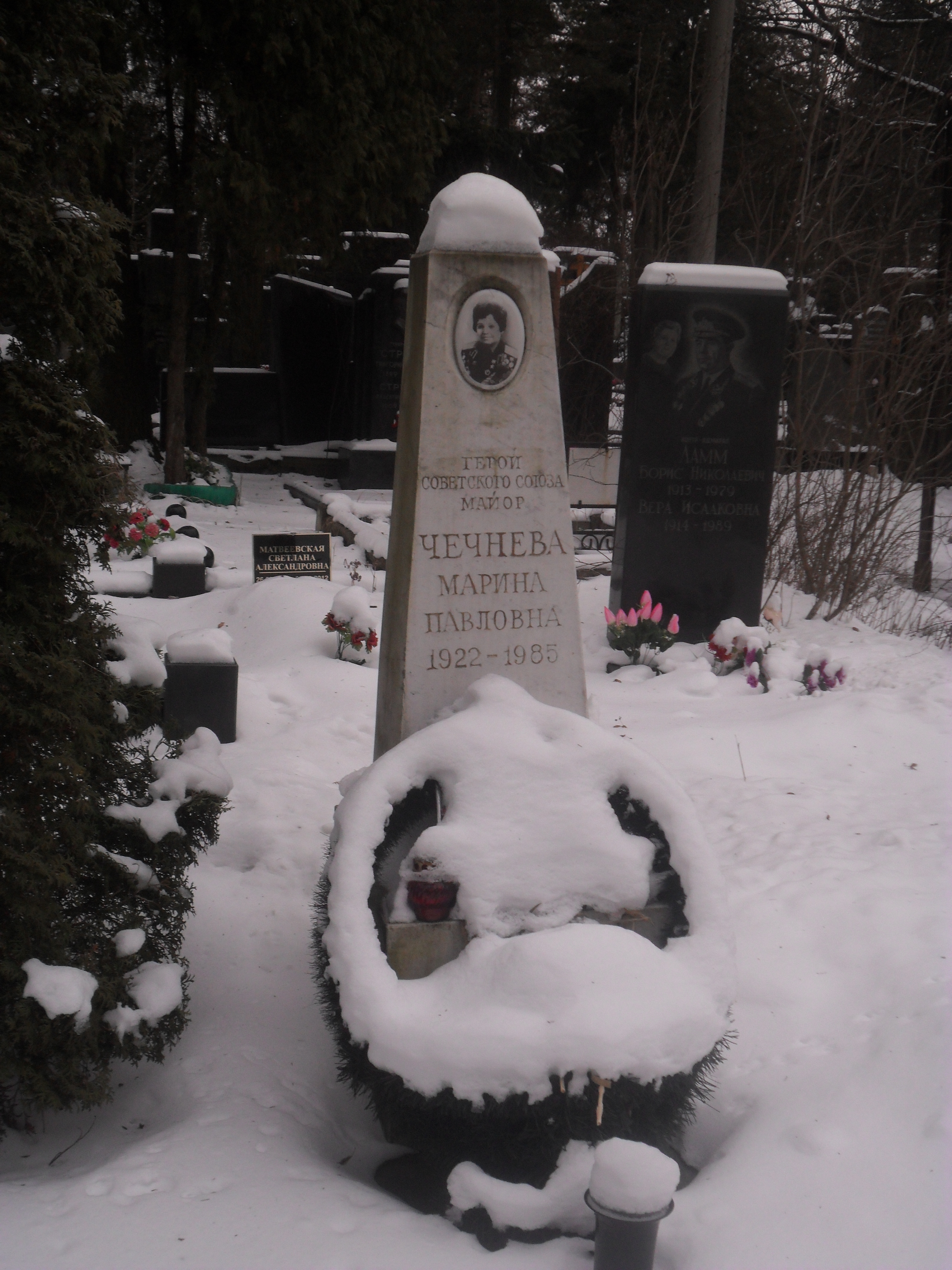
Могила М. П. Чечневой на Кунцевском кладбище Москвы. На памятнике выбит неверный год смерти М. П. Чечневой

## Награды
- 15 мая 1946 года указом Президиума Верховного Совета СССР за образцовое выполнение боевых заданий командования и проявленные мужество и героизм в боях с немецко-фашистскими захватчиками гвардии капитану Марине Чечневой было присвоено звание Героя Советского Союза со вручением ордена Ленина и медали «Золотая Звезда» за № 8955;
- два ордена Красного Знамени;
- орден Отечественной войны 1-й степени;
- орден Отечественной войны 2-й степени;
- три ордена Красной Звезды (19.04.1943; 01.09.1953; 22.02.1968 - в связи с 50-летием Вооружённых Сил СССР);
- орден «Знак Почёта»;
- медали, в том числе:
  - медаль «За боевые заслуги» (13.06.1952);
  - медаль «За оборону Кавказа»;
  - медаль «За победу над Германией в Великой Отечественной войне 1941—1945 гг.»;
  - юбилейная медаль «Двадцать лет Победы в Великой Отечественной войне 1941—1945 гг.»;
  - юбилейная медаль «Тридцать лет Победы в Великой Отечественной войне 1941—1945 гг.».

## Память
Именем Марины Павловны Чечневой названы улицы в:
- городе Орле,
- посёлке Кача.
- посёлке За Родину.
- В г.Хабаровск в средней школе N° 22 пионерская дружина носила  имя Марии Павловны Чечневой, в школьном музее хранились личные вещи, летная фуражка.

## Сочинения
- «Самолёты уходят в ночь». — М., 1962.
- «Боевые подруги мои». — М., 1975.
- «Небо остаётся нашим». — М., 1976.
- «„Ласточки“ над фронтом». — М., 1984.
- Повесть о Жене Рудневой. — М.: Советская Россия, 1978.